# Hydroporus scalesianus
Hydroporus scalesianus är en skalbaggsart som beskrevs av Stephens 1828. Hydroporus scalesianus ingår i släktet Hydroporus och familjen dykare. Arten är reproducerande i Sverige. Inga underarter finns listade i Catalogue of Life.

## Bildgalleri

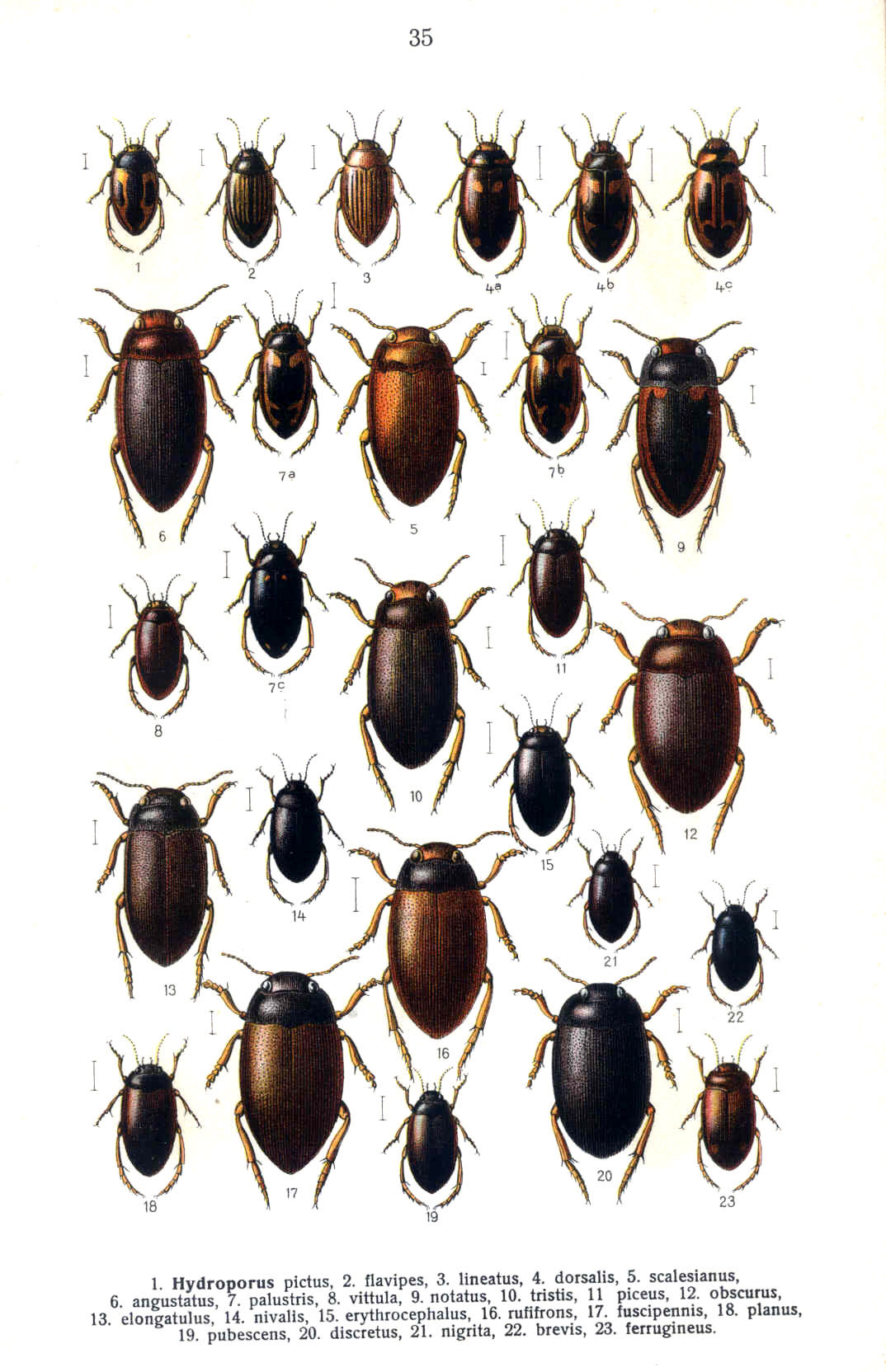
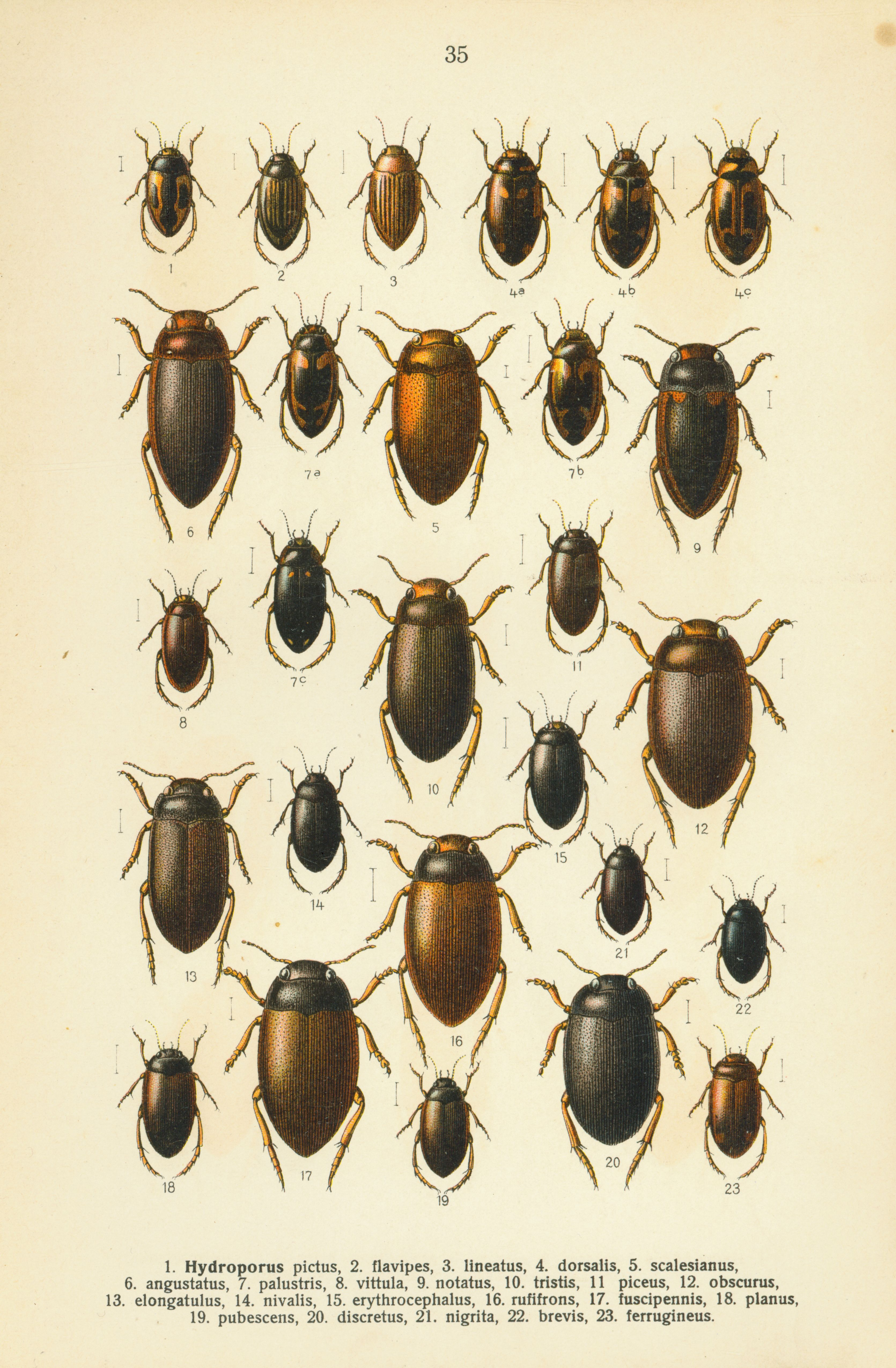